# Merville (Górna Garonna)
Merville – miejscowość i gmina we Francji, w regionie Oksytania, w departamencie Górna Garonna.
Według danych na rok 1990 gminę zamieszkiwało 2289 osób, a gęstość zaludnienia wynosiła 75 osób/km² (wśród 3020 gmin regionu Midi-Pireneje Merville plasuje się na 149. miejscu pod względem liczby ludności, natomiast pod względem powierzchni na miejscu 294.).

## Zabytki

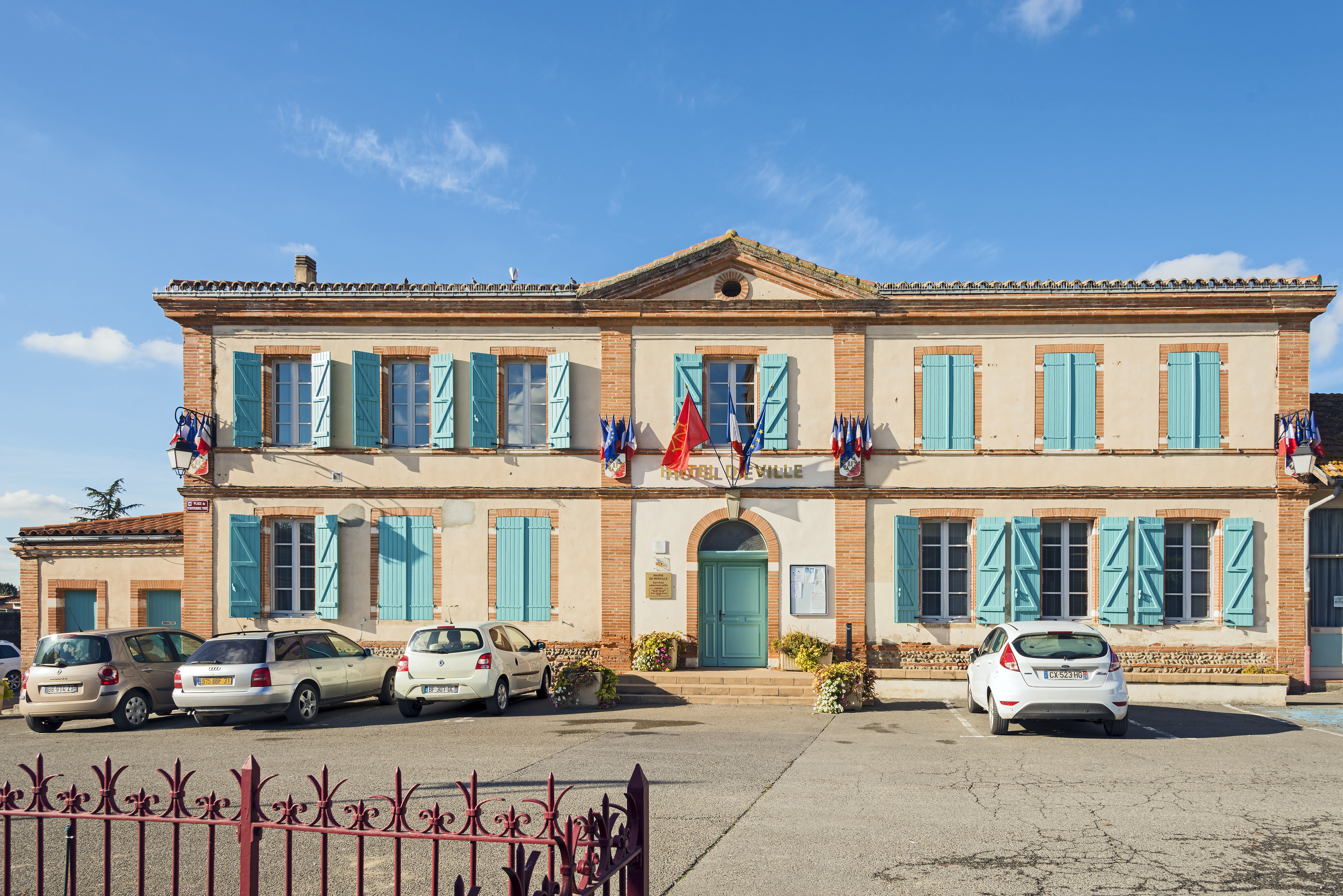
Ratusz.
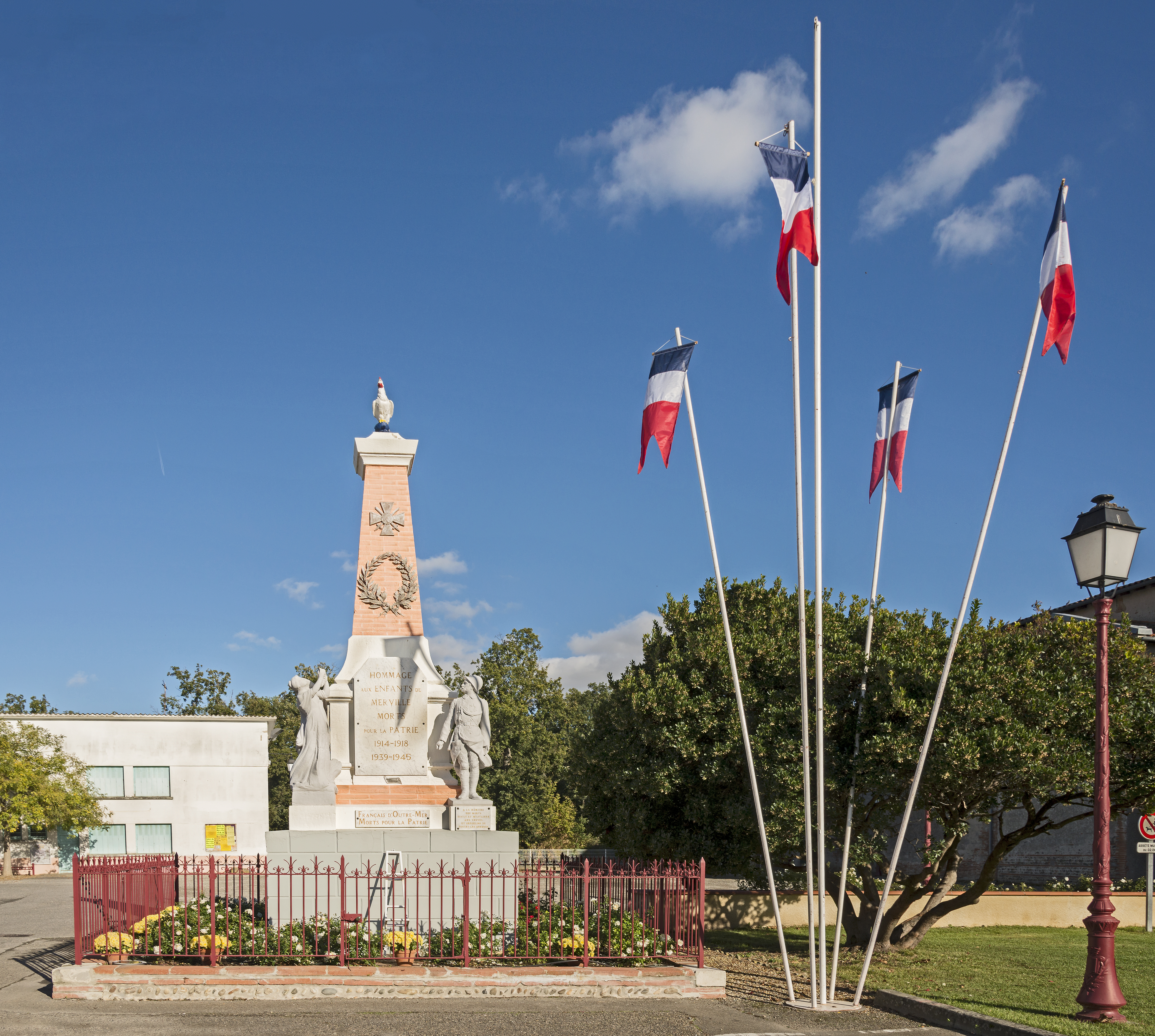
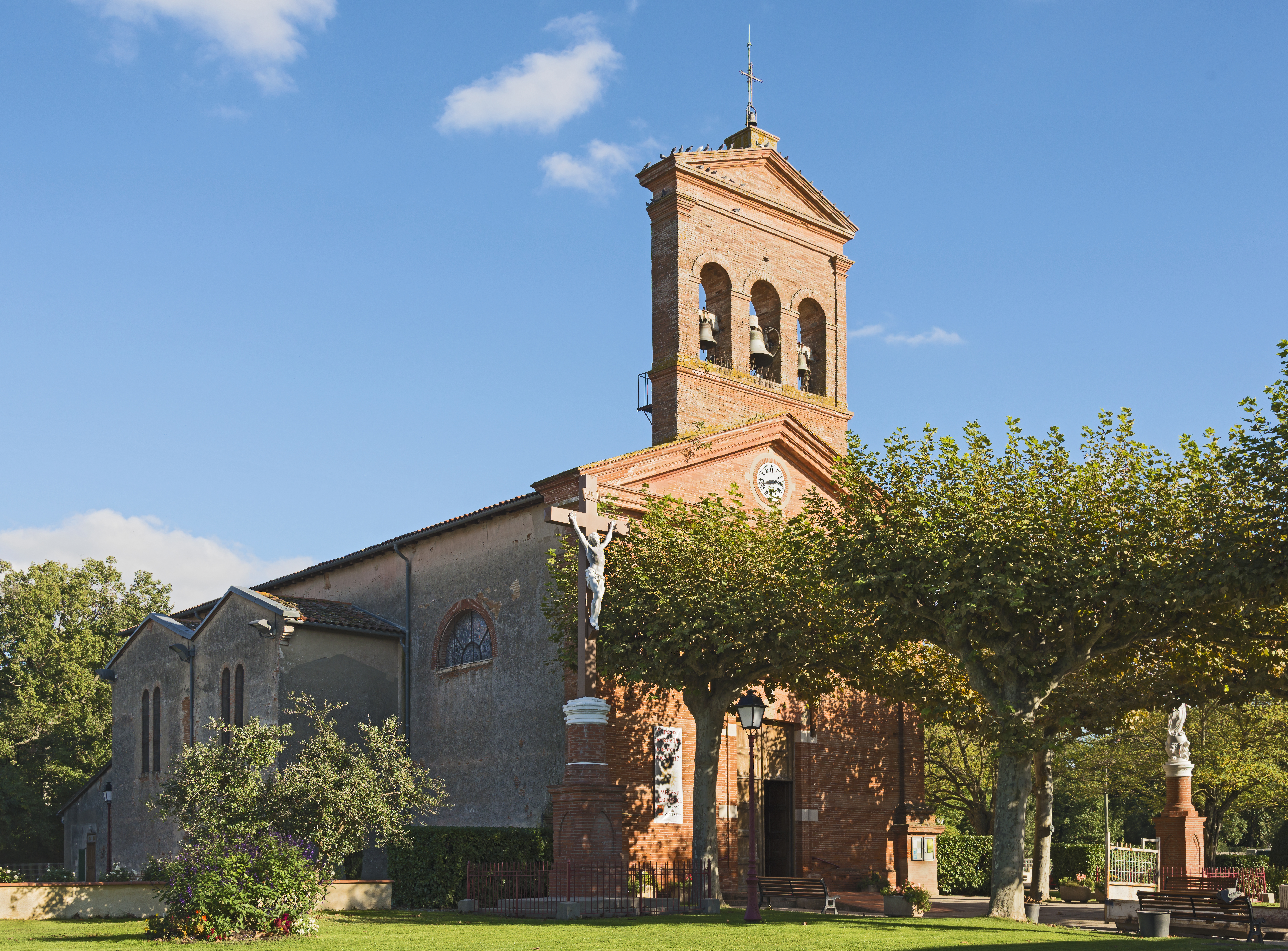
Kościół.
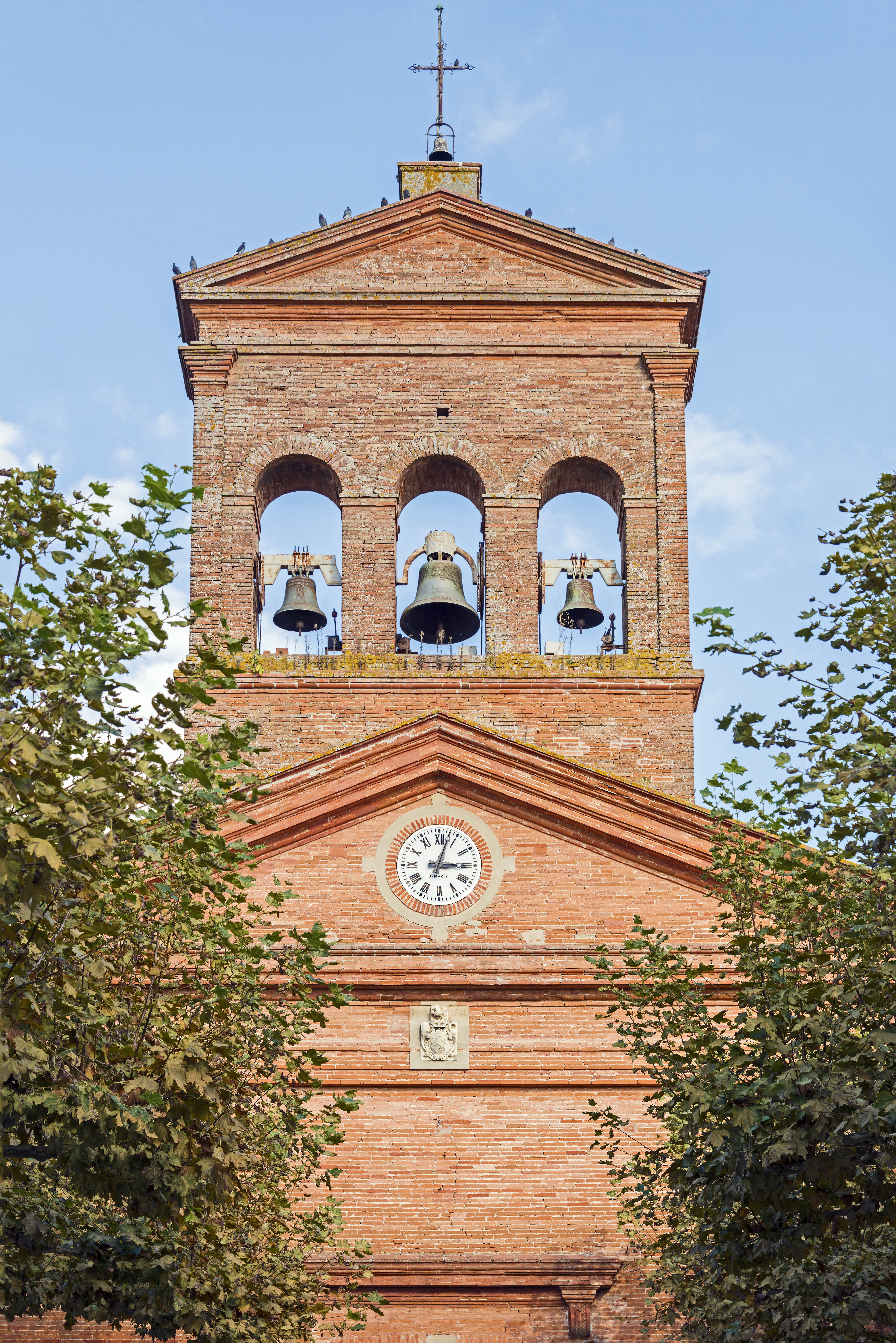
Wieża
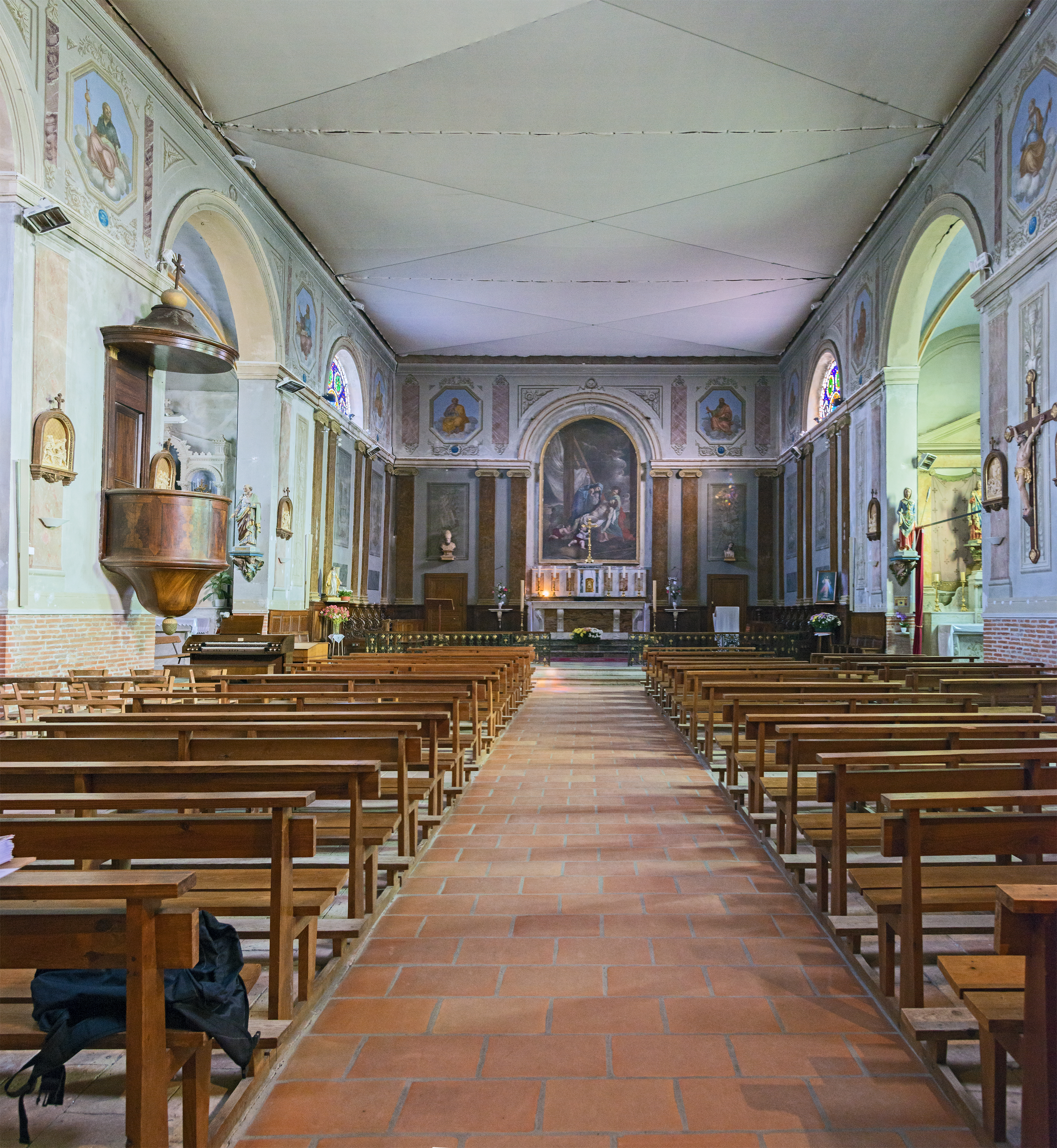
Nawa
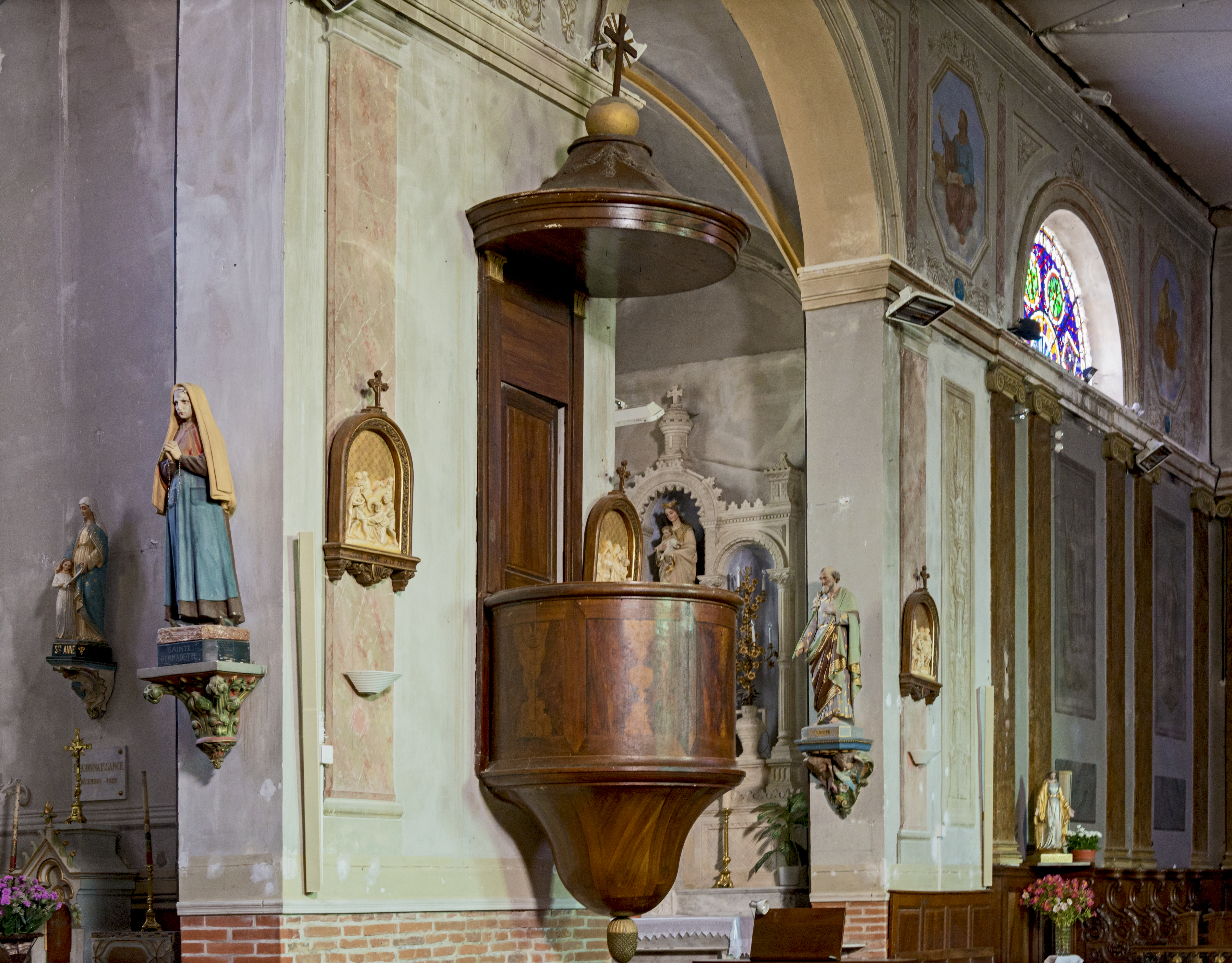
Ambona
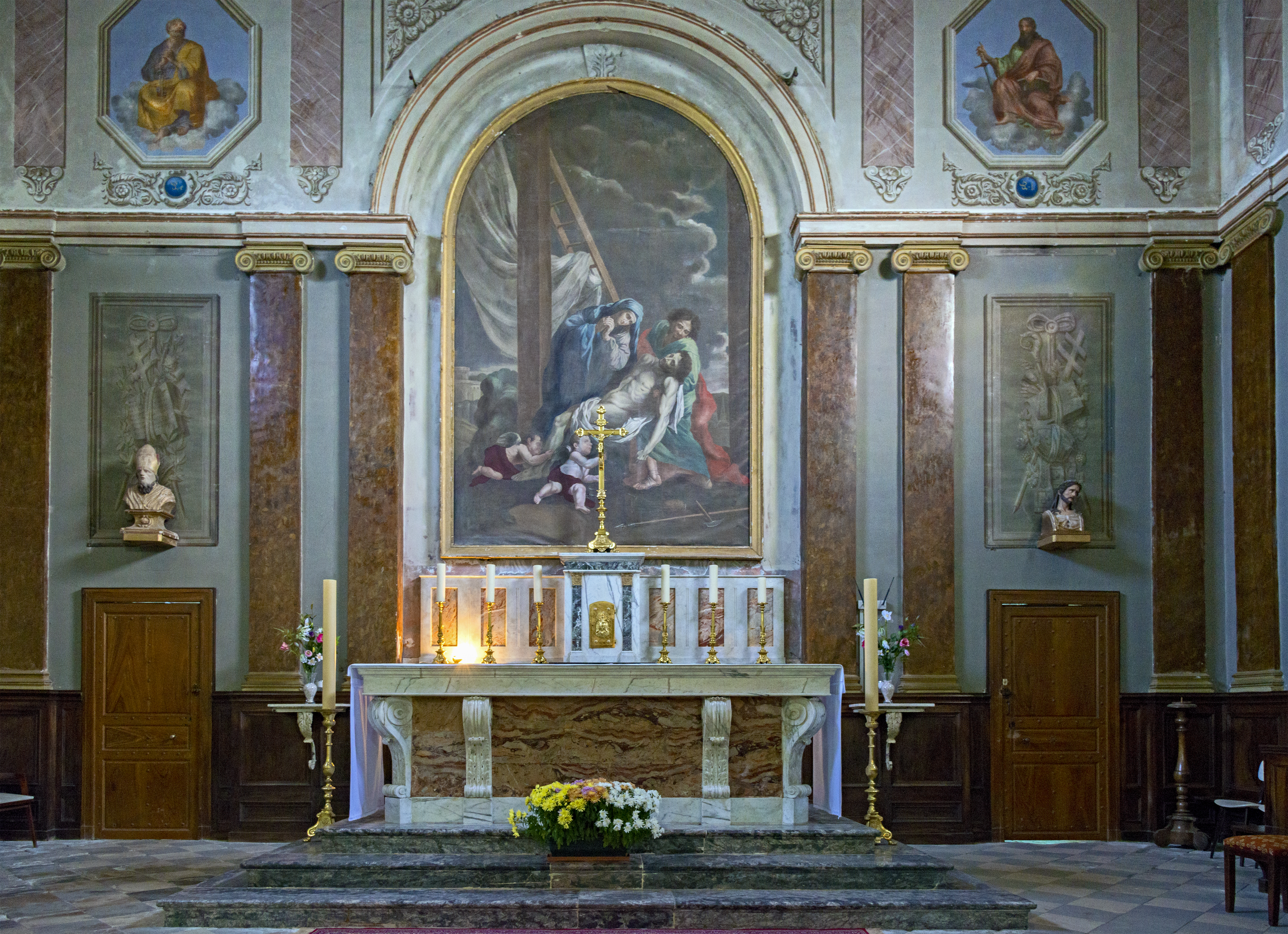
Ołtarz
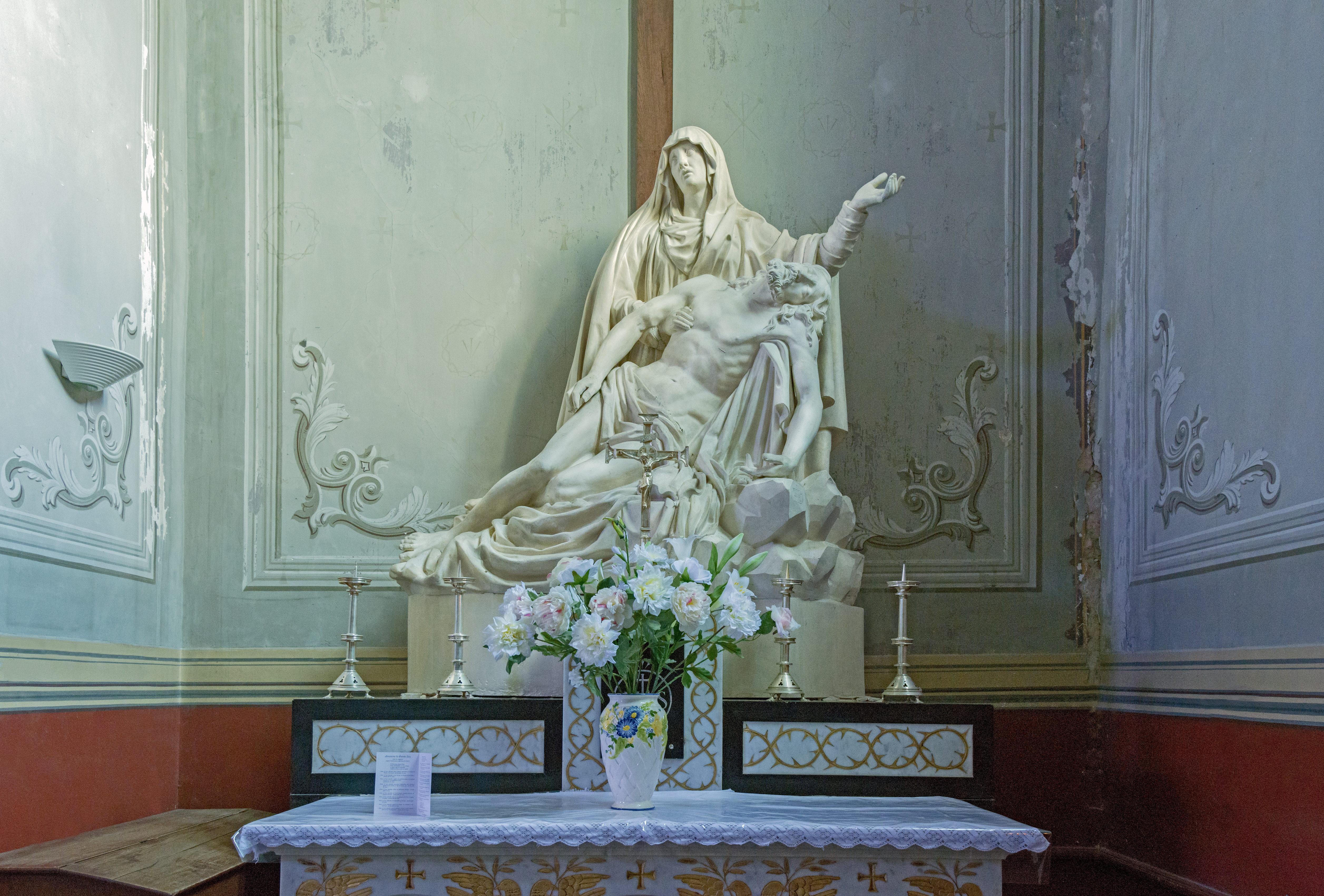